# Saturnalia
Saturnalia (latin), på svenska även saturnalier, var en högtid i det antika Rom, som firades den 17–23 december för att ära åkerbrukets gud Saturnus och Ops, den ymniga skördens gudinna. Festen hänsyftar på naturens återuppvaknande ur vinterns mörker och påminnelse om en gyllene tidsålder, som tänkts återvända till jorden. Allmänt jubel och glädje skulle därför råda under denna fest. Slavarna hade sin frihet sittande till bords med husbönderna och betjänades av dessa. Skänker utväxlades och all fiendskap och alla straff skulle vila. Saturnalia hade sålunda i det stora hela samma betydelse som den germanska och kristna julhelgen.

## Firande
Saturnalia infördes i Rom runt år 217 f.Kr. i ett försök att höja medborgarnas moral efter en förkrossande militär förlust man lidit mot Kartago. Till en början firade man högtiden under en dag, den 17 december, men efter hand utvecklades den till ett veckolångt överdådigt firande som fick sitt slut den 23 december. Myndigheterna gjorde ett flertal försök att förkorta festligheterna, men alla försöken misslyckades. Kejsar Augustus försökte förkorta firandet till tre dagar, och Caligula gjorde ett försök med fem dagar. Dessa försök orsakade uppror och massiva revolter bland de romerska medborgarna.
Saturnalia innefattade sedvanliga rituella offer, en divan som placerades framför Saturnus tempel, samt att man knöt upp repen som resten av året band Saturnus staty. En Saturnalicius princeps utvaldes till ståthållare över festligheternas förfaranden. Utöver de offentliga riterna hölls även ett antal helgdagar och traditioner som firades i det privata. Man tillverkade och skänkte små presenter (saturnalia et sigillaricia), skolorna hade lov och en speciell marknad (sigillaria) inrättades under firandet, Saturnus till ära. Spel och dobbel, som annars inte var tillåtet, tilläts till och med för slavarna under högtiden.
Togan bars inte under festligheterna; snarare bar alla färgglada informella "middagskläder" samt en speciell hatt som annars enbart bars av frigivna slavar som symbol för deras frihet. Slavarna undslapp under högtiden bestraffningar, och de behandlade sina herrar med (åtminstone sken av) respekt. Slavarna firade med en bankett; före, med eller serverade av sina herrar. Trots detta var den omvända statusordningen högst ytlig; banketten tillreddes oftast av slavarna själva, och de brukade även tillreda sitt herrefolks måltider. Det tilläts alltså inom tydliga gränser; den vände upp och ner på den sociala ordningen utan att omstörta den.
Den sedvanliga hälsningen romare emellan under högtiden var "Io, Saturnalia!" - där Io är ett latinskt utropsord liknande hell, som i "Hell Saturnus!".

## Saturnalia i litteraturen
Seneca den yngre skrev följande om Rom kring tiden för saturnalia runt år 50. (Sen. epist. 18,1-2):
"Det är nu december månad, då större delarna av staden jäktar runt. Offentligt firande har tillåtits lösa tyglar; varhelst man går hör man ljudet av grundliga förberedelser, som om det vore någon verklig skillnad mellan de dagar som är helgade åt Saturnus och de dagar som ägnas åt affärsverksamhet... Om du vore här skulle jag gladeligen samråda med dig om hur vi ska bete oss; skola vi dinera på vanligt vis, eller, för att undvika säregenhet, skola vi äta en bättre måltid och kasta av oss togan."
Horatius använder i sin Satir II.7 (cirka år 50 f.Kr.) sig av den omvända sociala ordningen. Saturnalia uppmuntrade till att låta en slav kritisera sin herre, vilken slaven menar själv är förslavad under passionens ok. Martialis Epigram bok 14 (ca år 84-85 e.Kr.) är en serie dikter vilka var och en är baserade på olika troliga saturnaliegåvor, somliga dyrbara, andra väldigt billiga. Till exempel: skrivplattor, tärningar, ledknotor, pengaaskar, kammar, tandpetare, en hatt, en jaktkniv, en yxa, olika sorters lampor, bollar, parfymer, pipor, en gris, en korv, en papegoja, bord, koppar, skedar, klädesplagg, statyer, masker, böcker och husdjur. Plinius den yngre beskriver i Epistlar 2.17.24 (tidigt 200-tal) en avskild del av sin semestervilla:
"...särskilt under saturnalia när resten av huset är bullrigt på grund av högtidens tillstånd och festliga utrop. På detta vis dämpar jag inte de minas lekar, och de hindrar inte mitt arbete eller mina studier."
Macrobius skrev i sin bok Saturnalia 1.24.23-23:
"Under tiden kom slavarnas överhuvud, som själv hade ansvaret över offrandet till Penaterna, att överse husets livsmedel samt att styra över husslavarnas aktiviteter, för att tala om för sin husbonde att hushållet hade festat i enlighet med den årliga rituella sedvanan. För under denna festival, i hushåll som håller sig till ordentligt religiöst bruk, hedrar man först av allt slavarna med en måltid tillredd som vore den tänkt för husbonden, och endast efter det dukas bordet om för husbondens räkning. Så, då kom slavarnas överhuvud in för att meddela måltidens tidpunkt och för att kalla herrarna till bordet."
Poeten Catullus beskriver saturnalia som de bästa av dagar (Cat. 14.15). Det var en tid av firande, besök av vänner och överlämnande av presenter, speciellt vaxljus (cerei) och små keramikfigurer (sigillaria). 
Ett antal akademiker ser denna festival som ursprunget till senare västerländska julfiranden, eller att den åtminstone bidragit till detta. Andra påpekar att den kristna julfesten som firas den 25 december inte tidsmässigt sammanfaller med det tidsspann under vilket man firade saturnalia, samt att julen inte alltid firats den 25 december. Den Katolska Encyklopedin anger den katolska kyrkans syn på saken genom att säga att även om hedniska midvinterfestivaler så som saturnalia kan ha hjälpt till att påverka bestämmandet av julens datum så betyder inte det att kristna jultraditioner har sitt ursprung eller tagit inspiration från sådant håll: "trots att överflödet av likartade midvinterfiranden på obestämt vis kan ha hjälpt till i valet av ett datum i december, så hade samma instinkt som placerade Natalis Invicti vid vintersolståndet lika gärna kunnat vara en trolig förklaring, bortsett från medveten anpassning eller underliga beräkningar.
I Mishna och Talmud (Avodah Zara 8a) beskrivs en hednisk festival vid namn Saturna som inträffar åtta dagar innan vintersolståndet. Den följs åtta dagar senare av en festival som heter Kalenda. Talmud tillskriver denna festivals uppkomst till Adam, som lade märke till att dagarna blev kortare och trodde att det var en bestraffning för hans synder. Han fruktade att världen höll på att återvända till det kaos och den tomhet som hade existerat innan skapelsen, varpå han fastade i åtta dagar. När han väl såg att dagarna höll på att bli längre igen insåg han att detta var världens naturliga cykel, vilket föranledde åtta dagars firande. Talmud anger att denna festival senare blev en hednisk ritual.
I Albert Camus bok Pesten hänvisas till Saturnalia. ”Varje dag vid elvatiden ser man på gatorna en parad av ungdomar, och då förnimmer man den lidelsefulla livslust som växer fram vid stora hemsökelser. Om epidemin utbreder sig, tilltar motståndsviljan. Vi kommer att få uppleva Milanos saturnalier vid gravarnas rand.”
Även i en nutida TV-serie tas ämnet upp. I den femte delens första avsnitt av Netflix-serien The Crown med premiär i november 2022, omnämns begreppet Saturnalia i en kort dialog mellan Prinsessan Margaret och dåvarande premiärministern John Major under den skotska, traditionella dansfesten Ghillies Ball på slottet Balmoral. De båda rollfigurerna jämför festens uppsluppenhet och symbolik med Saturnalia, med anledning av att Drottning Elizabeth II och den kungliga familjen deltar och dansar med.